# 我的生活 (比尔·克林顿)
《我的生活》（英語：My Life）是美国前总统比尔·克林顿撰写的一本回忆录。该书写于2004年，同年6月22日，该书由克诺夫出版公司出版。该书销量超过225万册。2004年9月8日，译林出版社推出该书的中文版。